# Адольф Гупіль
Адольф Гупіль (фр. Adolphe Goupil; 1806, Париж — 9 травня, 1893, Париж) — французький артдилер, засновник фірми, що спеціалізувалась на продажах картин, гравюр і скульптур у багатьох країнах Європи та у Нью-Йорку і у Австралії.

## Життєпис. Початок бізнаса
Народився у Парижі у 1806 році. 1829 року почав працювати з Анрі Ріттером, що торгував гравюрами. Згодом розширили власний бізнес і відкрили філії у інших містах Франції, Німеччини та Великої Британії. Анрі Ріттер перебрався на житло і працю у місто Дрезден. Художня фірма спеціалізувалсь на друкарській справі і продажах репродукцій з картин старих майстрів та сучасних художників Франції, що виставлялись у Паризькому Салоні і пройшли експертизу і цензуру. З 1841 року фірма тримала назву «Goupil & Vibert & Ко».

## Розширення сфер бізнесу
Фірма продавала репродукції з картин старих майстрів (Рафаель Санті, Тиціан, Паоло Веронезе, Мікеланджело Буонарроті) та сучасних йому майстрів Франції (Жан Огюст Домінік Енгр, Поль Деларош, Адольф Вільям Бугро, Олександр Кабанель, Арі Шеффер, Жан-Леон Жером) тощо. Жан-Леон Жером став зятем Адольфа Гупіля, узявши шлюб із його донькою Марі.
Тільки у Парижі фірма мала чотири крамниці. Згодом відкрили філії у Нью-Йорку (1848), Лондоні (1848), Берліні (1852), у місті Гаага (1861) та у Брюсселі (1863).
1845 року они підписали контракт із художником-портретистом Шарлем Ланделем (1821—1908), котрий не мав права демонструвати власні твори, допоки вони не будуть представлені у фірмі Гупіль. Окрім портретів, Шарль Ландель створював картини на арабську тематику та картини побутового жанру.
У період з 1871 по 1885 оки з фірмою Гурпіль співпрацював художник Джованні Болдіні, італієць, що працював у Парижі. Серед співпрацівників фірми — майбутній художник Вінсент ван Гог.
Покращували они і технічне забезпечення бізнесу. В майстернях фірми викристовували офорт, акватинту, гравюру різцем, фототехнічні технології. Так, фірма придбала прилади для фотовідтвоення репродукцій і фото, створені британцем Вальтером Бентлі Вудбері у 1864 році. Нова технологія надала можливість друкувати фотоальбоми і фотогравюри.

## Вислід
Адольф Гупіль помер у Парижі 9 травня 1893 року.
Фірма проіснувала до 1921 року і змінила власника (Vincent Imberti).
В місті Бордо існує музей Гупіля.